# Killer Queen by Katy Perry
 (juillet 2018).
Killer Queen by Katy Perry est un parfum créé par l'artiste américaine Katy Perry ainsi que par l'entreprise américaine Coty Inc. Le parfum, commercialisé en 2013, est un parallèle au concept de ses deux premiers parfums, Purr et Meow.

## Conception et développement
« “Killer Queen” fait partie de mon vocabulaire depuis que j'ai 15 ans, à cause de la chanson Killer Queen du groupe Queen », déclara la chanteuse à Women's Wear Daily. « Freddie Mercury a peint les paroles de cette femme que je voulais être. Elle semblait très puissante et captivait une salle lorsqu'elle marchait dedans. J'ai nommée mon entreprise Killer Queen d'après ses paroles. J'ai l'impression que, après tout ce temps, il était approprié d'utiliser ce nom en association avec quelque chose que j'ai fait. Je sens que je vais me trouver, enfin, dans cette femme que Freddie a peinte » .
En décembre 2012, il a été rapporté que Perry s'est associée avec Coty pour produire une ligne de parfums. Quelques heures avant le lancement du parfum, Katy tweeta à ses 40 millions d'abonnés : « Je viens d'avoir un dévoilement élégant de mon nouveau parfum KILLER QUEEN au Duke! J'ai hâte de partager le jus royal ! #sosophisticated ». Perry a été rejointe à l'événement par le vice-président du marketing international de Coty, Steve Mormoris, qui est entré dans l'esthétique de Killer Queen grâce à une perruque poudrée.

## Produits
Le parfum est disponible dans des flacons de 15, 30, 50 et 100 ml avec une lotion pour le corps et un gel douche.

## Emballage
Le parfum sera vendu dans une boîte rouge avec des touches d'or. Le flacon est en forme de rubis rouge qui se couche sur le côté. Le parfum aura également un piédestal en or disponible sur commande .

## Sortie
Le parfum sortira au cours du mois d'août 2013 et la publicité commencera à être diffusée à la télévision le 24 août.